# Li Delin
Li Delin (* 531; † 591) war ein Berater des ersten Sui-Kaisers Wendi.
Li Delin war ein enger Berater von Yang Jian, dem späteren ersten Kaisers der Sui-Dynastie. Er wirkte in der Tradition von Su Chuo auf die Wiederherstellung der chinesischen Ökumene als Kulturraum. Zu diesem Zweck arbeitete er die Pläne für den Vorstoß der Sui-Truppen ins Gebiet südlich des Yangzi aus, der mit dem Sieg über die Chen-Dynastie im Jahre 589 in eine tatsächliche Wiederherstellung eines einheitlichen chinesischen Herrschaftsgebietes mündete. In seinem Buch Gedanken zum Mandat des Himmels stellt Li den Herrschaftswechsel von der Nördlichen Zhou-Dynastie zur Sui als gottgewollt dar. Das Werk ist angefüllt mit Zitaten, die ihm wohl eine breitere legitimatorische Basis verleihen sollen.